# Arachis
Arachis este un gen de plante din familia  Fabaceae.

## Specii
Cuprinde  peste 10 specii: